# Antineutron
Antineutron je antičástice neutronu, má stejnou hmotnost a žádný elektrický náboj tak jako klasický neutron. Antineutron je schopný za určitých podmínek tvořit jádro s antiprotonem, s normálním neutronem však dochází k prudké anihilaci za uvolnění velkého množství energie. Antineutron byl objeven v roce 1956. Uvnitř antineutronu se nachází dva antikvarky d a jeden antikvark u, zatímco v klasickém neutronu se jedná o normální kvarky.